# De Thomaz

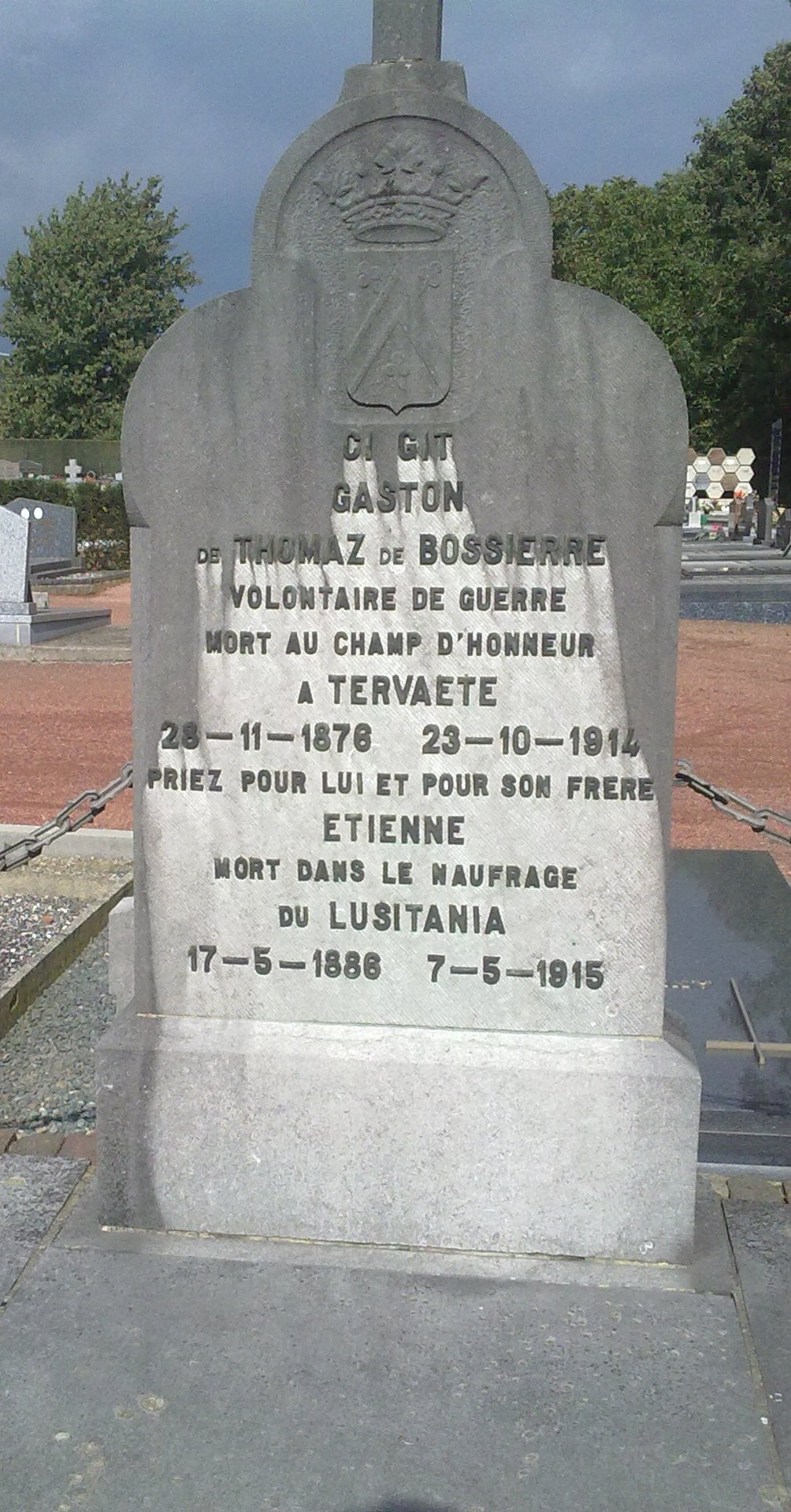
Grafmonument voor Gaston en Etienne de Thomas de Bossière

De Thomaz is een familie van Zuid-Nederlandse adel.

## Geschiedenis
Jean en Mathieu Augustin Thomaz verkregen in 1778 van keizer Jozef II opname in de erfelijke adel en toevoeging van het partikel de aan hun naam. Jean stierf zonder nazaten.
- Mathieu Augustin de Thomaz (1744-1824), laatste heer van Bossierre, getrouwd met Marie de Lierneux (1744-1841), vroeg geen hernieuwde opname in de adel aan onder het Verenigd Koninkrijk der Nederlanden. 
  - Zijn zoon Alexis-Augustin de Thomaz (1772-1857), burgemeester van Saint-Gérard, getrouwd met Charlotte de Montpellier (1790-1854) deed dit evenmin en het is pas die zijn zoon, 
    - Charles de Thomaz (Namen, 21 juni 1815 - Saint-Gérard, 28 mei 1893), die in 1887 vergunning kreeg om de Bossierre aan zijn naam toe te voegen en in 1889 erkenning van erfelijke adel verkreeg. Hij trouwde met Euphemie Baré (1815-1870) en ze kregen vijf kinderen.
      - Alphonse de Thomaz de Bossierre (1845-1922) werd burgemeester van Ottignies. Hij trouwde met barones Louise de Marcq de Tiège (1853-1929).
        - Gaston de Thomaz de la Bossierre (Etterbeek, 28 november 1876 - Stuivekenskerke, 23 oktober 1914) behoorde tot de eerste gesneuvelden van de Eerste Wereldoorlog. Hij trouwde in 1907 met Marie-Anne Piers de Raveschoot (1884-1977). Met afstammelingen tot heden.
        - Etienne de Thomaz de Bossierre (Saint-Gérard, 28 mei 1886 - 7 mei 1915), kwam om bij de torpedering van de Lusitania.
        - Raoul de Thomaz de Boissierre (1878-1944), trouwde met gravin Georgine de Looz-Corswarem. Met afstammelingen tot heden.

  - Nicolas Charles Hyacinthe de Thomaz (Graux, 23 juni 1774 - Stave, 29 januari 1834), tweede zoon van Mathieu de Thomaz, werd in 1816 erkend in de erfelijke adel en benoemd in de Ridderschap van Namen. In de Oostenrijkse Nederlanden was hij officier en later werd hij burgemeester van Stave. Hij trouwde met zijn nicht Charlotte de Lierneux (1785-1860). Ze hadden zes kinderen maar met weinig nazaten. In 1925 is de laatste mannelijk naamdrager overleden en in 1951 de laatste vrouwelijke.